# Kołczygłowy (gemeente)
De gemeente Kołczygłowy is een landgemeente in het Poolse woiwodschap Pommeren, in powiat Bytowski.
De gemeente bestaat uit 15 administratieve plaatsen solectwo: Barkocin, Barnowiec, Barnowo, Darżkowo, Gałąźnia Wielka, Jezierze, Kołczygłowy, Kołczygłówki, Łobzowo, Łubno, Podgórze, Radusz, Wierszyno, Witanowo, Zagony
De zetel van de gemeente is in Kołczygłowy.
Op 30 juni 2004 telde de gemeente 4315 inwoners.

## Oppervlakte gegevens
In 2002 bedroeg de totale oppervlakte van gemeente Kołczygłowy 173,34 km², waarvan:
- agrarisch gebied: 38%
- bossen: 53%

De gemeente beslaat 7,9% van de totale oppervlakte van de powiat.

## Demografie
Stand op 30 juni 2004:
| Omschrijving                   | Totaal | Totaal | Vrouwen | Vrouwen | Mannen | Mannen |
| ------------------------------ | ------ | ------ | ------- | ------- | ------ | ------ |
| eenheid                        | aantal | %      | aantal  | %       | aantal | %      |
| inwoners                       | 4315   | 100    | 2143    | 49,7    | 2172   | 50,3   |
| bevolkingsdichtheid (inw./km²) | 24,9   | 24,9   | 12,4    | 12,4    | 12,5   | 12,5   |

In 2002 bedroeg het gemiddelde inkomen per inwoner 1541,69 zł.

## Aangrenzende gemeenten
Borzytuchom, Dębnica Kaszubska, Miastko, Trzebielino, Tuchomie